# Union du Rassemblement et du Centre
L'Union du Rassemblement et du Centre (URC) est une coalition électorale française formée pour les élections législatives de 1988. Elle regroupe le Rassemblement pour la République, l'Union pour la démocratie française et des divers droite.

## Historique
Au pouvoir depuis 1986, la majorité sortante RPR-UDF, affronte l’échéance présidentielle en ordre dispersé. Le candidatures de Jacques Chirac et Raymond Barre ont illustré des divergences et la relatives proximité de leurs scores au premier tour n’ont pas aidé à déterminer une stratégie claires.
Sans surprise, le 8 mai 1988, François Mitterrand est largement réélu président de la République contre son premier ministre de cohabitation, avec 54,02% des voix.
Décidé à hâter les échéances malgré sa promesse d’ouverture, François Mitterrand prononce la dissolution de l’Assemblée nationale et de nouvelles élections législatives sont organisées les 5 et 12 juin.
Face à des sondages calamiteux, la droite paraît promise à un échec cinglant. Ses deux partis dominants décident donc de s’unir dès le premier tour sous une bannière commune dès le premier tour. Ce sera l’union du rassemblement et du centre. 

## Résultats électoraux

### Élections législatives
| Année | 1er tour  | 1er tour | 1er tour | 2d tour   | 2d tour | 2d tour | Sièges    | Gouvernement |
| Année | Voix      | %        | Rang     | Voix      | %       | Rang    | Sièges    | Gouvernement |
| ----- | --------- | -------- | -------- | --------- | ------- | ------- | --------- | ------------ |
| 1988  | 9 903 778 | 40,54    | 1re      | 9 510 833 | 46,84   | 2e      | 270 / 577 | Opposition   |

### Résultats des personnalités

#### Gouvernement Chirac II
Sur 43 membres du gouvernement Bérégovoy, en fonction jusqu'au 10 mai 1988, 33 sont candidats. 25 sont élus ou réélus (Jacques Chirac, Édouard Balladur, François Léotard, Pierre Méhaignerie, Bernard Pons, Philippe Séguin, Alain Madelin, André Rossinot, Hervé de Charette, Alain Juppé, Michel Noir, Robert Pandraud, Alain Carignon, Lucette Michaux-Chevry, Christian Bergelin, Michèle Alliot-Marie, Nicole Catala, Adrien Zeller, Ambroise Guellec, Michèle Barzach, Bernard Bosson, Gérard Longuet, Jacques Boyon, Georges Chavanes et André Santini), et 8 sont battus (François Guillaume, Michel Aurillac, Jacques Douffiagues, Claude Malhuret, Didier Bariani, Gaston Flosse, Georges Fontès et Jean-Jacques Descamps).

#### Chefs de partis
Le président du Rassemblement pour la République Jacques Chirac (3e de la Corrèze) est réélu.